# Chu Coching

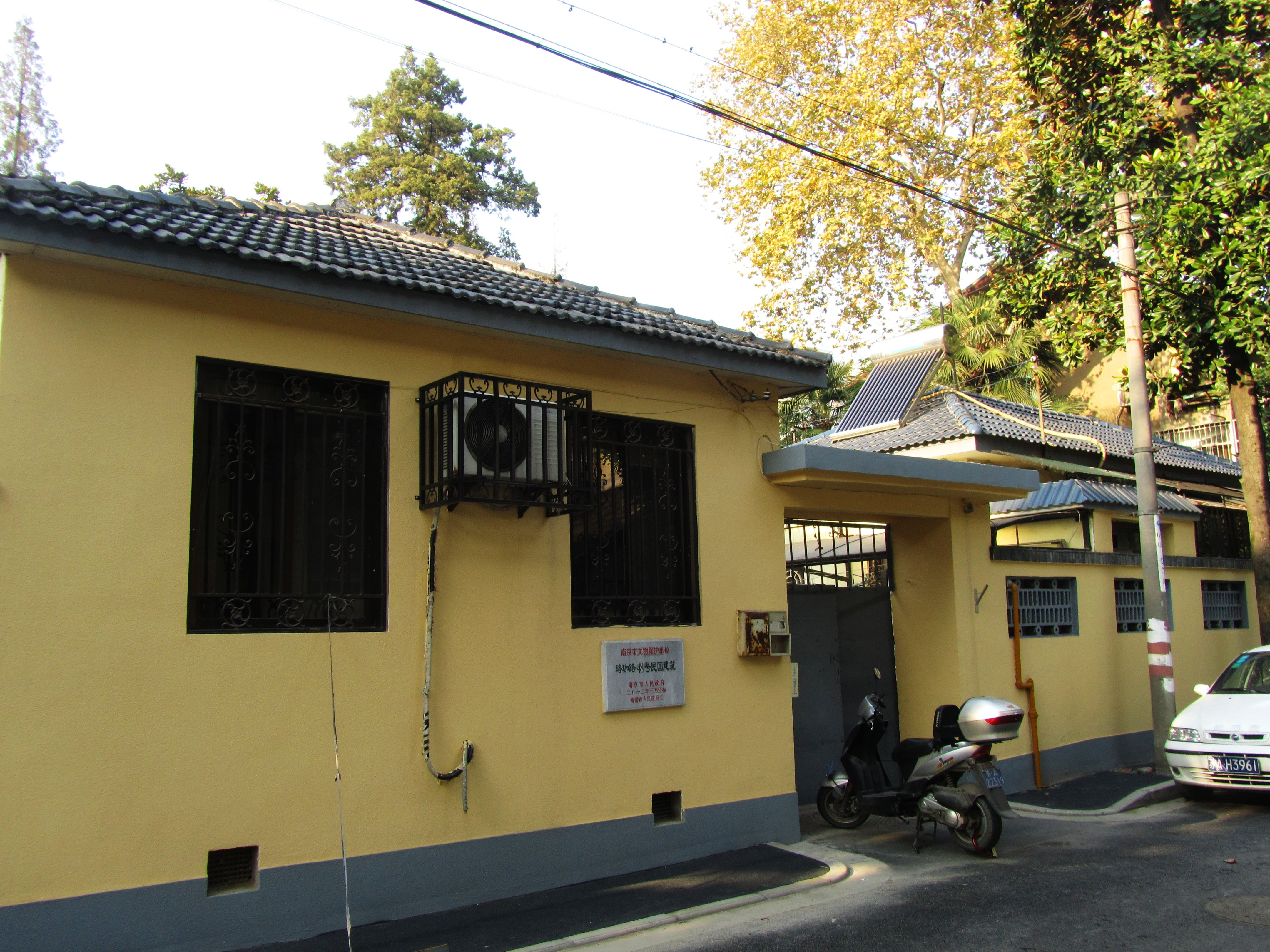
Antigua residencia de Coching Chu, en Nanjing.

Coching Chu o Zhu Kezhen o Chu Kochen (en chino tradicional, 竺可楨; en chino simplificado, 竺可桢; pinyin, Zhú Kězhēn; Wade-Giles, Chu K'o-chen; 7 de marzo de 1890 – 7 de febrero de 1974) fue un prominente meteorólogo, geólogo, y educador chino.

## Biografía
Nacido en Shangyu, Zhejiang, en 1910 se trasladó a Estados Unidos para perfeccionarse, gracias a un estipendio del Programa de becas para indemnización de los bóxer. En 1913, se gradúa en la Facultad de Agricultura de la Universidad de Illinois. Cinco años más tarde, recibió el Ph.D. en meteorología en la Universidad Harvard. De 1920 a 1929, fue presidente del Departamento de Meteorología, de la Universidad de Nankín (de la Escuela Normal Superior de Nankín a la Universidad Nacional del Sureste de la Universidad Nacional Central).
De 1929 a 1936, fue director del Instituto Chino de Meteorología, en la Academia Sinica (predecesora de la Academia China de las Ciencias de la RPC en la China continental y en la Academia Sinica de la ROC en Taiwán). De 1936 a 1949, fue presidente de la Universidad Nacional de Chekiang (hoy Universidad Zhejiang) y elevada a una de las mejores universidades de China. Fue asignado vicepresidente de la Academia China de las Ciencias el 16 de octubre de 1949. En 1955, fue elegido académico de la Academia China de las Ciencias.

## Algunas publicaciones académicas
- Some Chinese Contributions to Meteorology Geographical Review 5 (2) (feb. 1918): 136–139
- A New Classification of Typhoons of the Far East Monthly Weather Review 52 (12) (dic. 1924): 570–579
- The Place of Origin and Recurvature of Typhoons Monthly Weather Review 53 (1) (enero 1925): 1–5
- The Complete Works of Coching Chu Shanghai Scientific & Technological Education Publishing House

## Otras lecturas
- Zuoyue, Wang (1970–80). "Zhu Kezhen". Dictionary of Scientific Biography 25. New York: Charles Scribner's Sons. pp. 402–405. ISBN 978-0-684-10114-9